# 米线 (歌手)
米线，(1983年10月14日—)，中国云南哈尼族女歌手。

## 生平
1983年出生于云南西双版纳景洪市勐龙镇贺光村委会贺光村民小组，为家中长女。1989年在原籍上小学。1995年在原籍务农。2000年到景洪市一歌舞餐厅打工。2001年参与西双版纳电视台MTV拍摄。2003年进入云南金孔雀旅游集团公司旗下的西双版纳原始森林公园景区演艺部。2006年签约大藏唱片公司并出版个人第一张专辑《西楼情思》。2007年获得中国金唱片奖新人奖，期间被唱片公司派往上海音乐学院进修一年。

## 个人唱片专辑
1. 《西楼情思》（2006年11月推出）
2. 《情迷唐古拉》（2007年4月推出）
3. 《梦回香巴拉》（2007年9月推出）
4. 《如水天籁》（2008年6月推出）
5. 《月下相思》（2009年1月推出，与弟弟包伍对唱）
6. 《月光谣》（经典翻唱，2009年5月推出）
7. 《天籁·天》（民族音乐精选）
8. 《吉祥鸟》（本人第一张原唱专辑，2010年7月推出）